# Chaetopyga horrida
Chaetopyga horrida är en fjärilsart som beskrevs av W. Warren 1896. Chaetopyga horrida ingår i släktet Chaetopyga och familjen Uraniidae. Inga underarter finns listade i Catalogue of Life.